# Mortier modèle 35

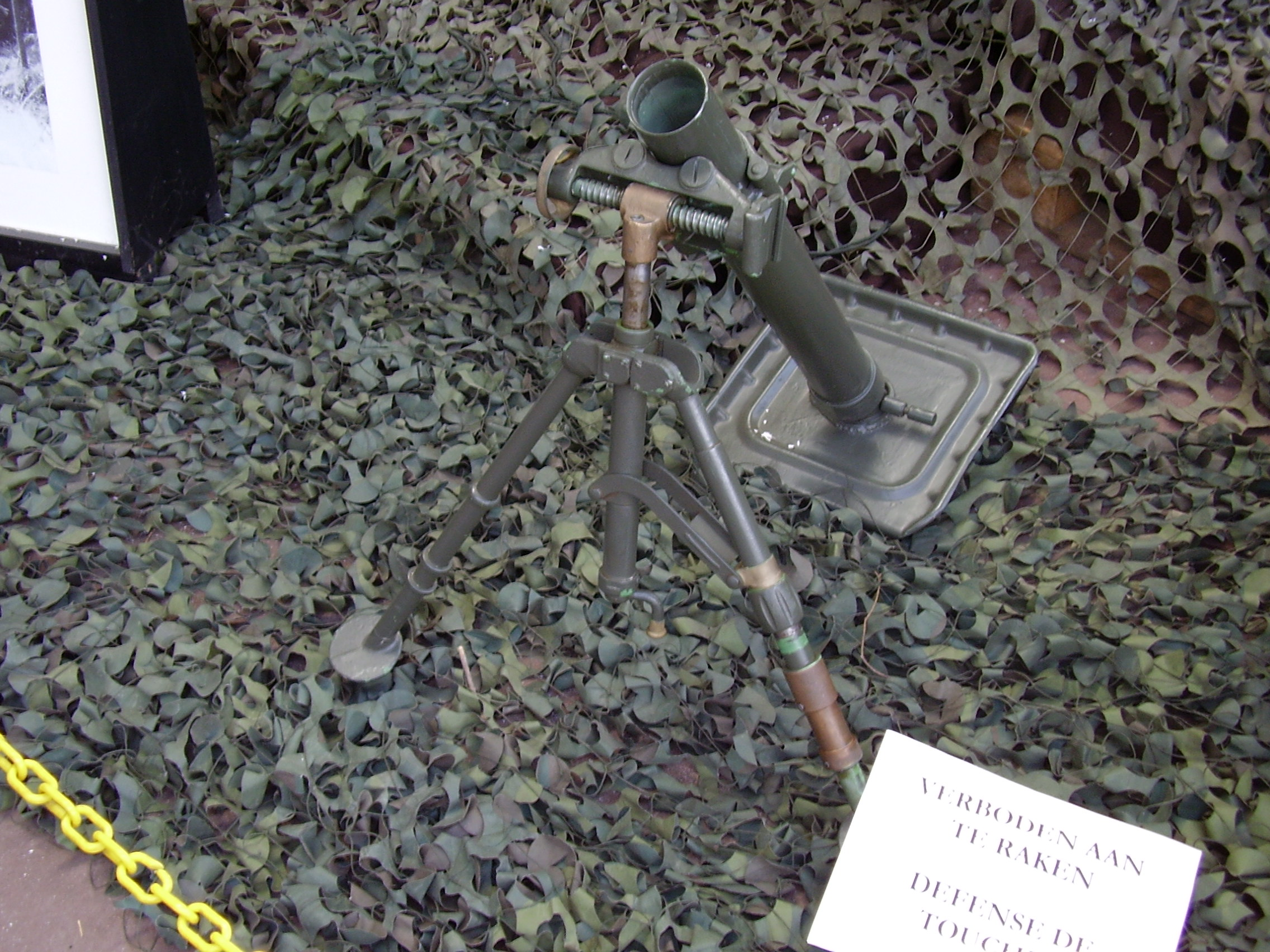
Le mortier au Musée royal de l'armée et de l'histoire militaire de Bruxelles.

Le mortier léger Mle 35 est une arme réglementaire dans l'armée de terre française durant la Seconde Guerre mondiale.

## Technique
Conçu et fabriqué par  les Établissements Brandt, c'est une arme simple et facilement transportable. Il est chargé par la bouche, la munition étant mise à feu en tombant sur un percuteur fixe. Il est muni d'un bipied.
| Calibre             | 60 mm               |
| Longueur du tube    | 72,5 cm             |
| Masse               | 18 kg               |
| Cadence de tir      | 20 coups par minute |
| Masse du projectile | 1,33 kg             |
| Portée              | 100-100 à 1 000 m   |

## Source
- Collectif, Dictionnaire de la Seconde Guerre mondiale, Larousse, 1982
- S. FERRARD, Les mortiers Brandt de  81 et 60 mm dans l'armée française en 1940